# Lindsey Vonn
Caroline Lindsey Vonn (nhũ danh Kildow, sinh ngày 18 tháng 10 năm 1984) là một nữ vận động viên đua xe trượt tuyết núi cao người Mỹ thi đấu cho đội trượt tuyết của Mỹ. Cô đã giành được bốn tổng Cup vô địch thế giới - một trong chỉ có vận động viên trượt tuyết nữ đã được danh hiệu này, cùng với Annemarie Moser-Pröll với ba danh hiệu liên tiếp trong năm 2008, 2009 và 2010,, cộng khác vào năm 2012.. Vonn giành huy chương vàng trượt tuyết đổ dốc tại thế vận hội mùa đông 2010, lần đầu tiên trong sự kiện cho một vận động viên phụ nữ Mỹ. Cô cũng đã giành được năm danh hiệu mùa giải liên tiếp Cup thế giới trong kỷ luật xuống dốc, bốn danh hiệu liên tiếp trong Super G, và ba danh hiệu liên tiếp trong kết hợp như năm 2012.
Lindsey đã giành được hai tấm huy chương cho giải trượt tuyết Mỹ ở Olympic mùa đông Vanouver (1 HCV trong nội dung trượt tuyết đổ đèo và 1 huy chương đồng trong nội dung trượt tuyết đổ đèo kết hợp vượt chướng ngại vật), cô cũng giành ngôi vô dịch thế giới trượt tuyết toàn năng lần thứ 3 liên tiếp. 
Lindsey đã được Hãng tin AP bầu chọn là vận động viên nữ xuất sắc nhất trong năm 2010. Trong cuộc chạy đua ở Laureus Sports Awards 2011, Lindsey đã đánh bại vận động viên nhảy cao người Croatia Blanka Vlasic (thắng huy chương vàng giải vô địch thế giới trong nhà ở Doha, được bầu chọn là vận động viên trong năm của châu Âu) và hàng loạt tay vợt nữ nổi danh như Serena Williams (Mỹ), Kim Clijsters (Bỉ), Caroline Wozniacki (Đan Mạch).
Vonn là một trong năm phụ nữ đã giành chiến thắng cuộc đua World Cup (Laureus Sport Awards) trong tất cả các môn trượt tuyết núi cao xuống dốc, siêu G, slalom khổng lồ, slalom, và siêu kết hợp và đã giành được 53 cuộc đua Cup thế giới trong sự nghiệp của cô là tháng Ba 14, năm 2012. Chỉ có hai người phụ nữ có chiến thắng World Cup trong sự nghiệp của họ, Áo Annemarie Moser Pröll với 62 và Thụy Sĩ Vreni Schneider với 55, cả hai đã thôi hoạt động đua xe. Với huy chương vàng vàng và huy chương đồng Olympic, hai vô địch thế giới huy chương vàng trong năm 2009 (cộng với ba huy chương bạc năm 2007/2011), và bốn danh hiệu World Cup tổng thể, Vonn đã trở thành vận động viên Mỹ thành công nhất trong lịch sử trượt tuyết núi cao.